# Volframo
Volframo  è un nome proprio di persona italiano maschile.

## Varianti
- Maschili: Volfrano[1][2], Wolframo[2], Wolfrano[2], Vulfranno[3]
- Femminili: Wolfrana

### Varianti in altre lingue
- Catalano: Wulfrà
- Germanico: Wolfhraban[4], Wolfhram[4], Vulferam[4][5]
  - Femminili: Gulframna[4], Ulfranna[4]
- Latino medievale: Volframus[1], Volfranus[1], Wolframmus[4], Wolframnus[4], Wolfrannus, Gulframmus[4]
- Norvegese: Wolfram
- Polacco: Wolfram, Wulfram
- Tedesco: Wolfram[5]
  - Ipocoristici: Wolf[5]
- Ungherese: Volfram

## Origine e diffusione

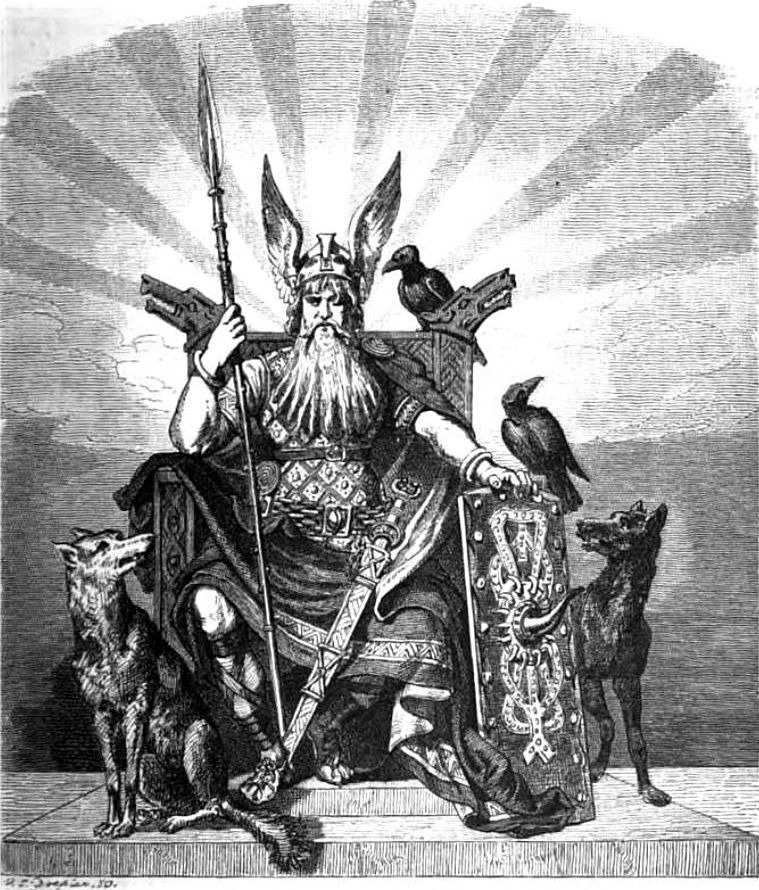
Due lupi (Geri e Freki) e due corvi (Huginn e Muninn) assieme a Odino in un'illustrazione di Carl Emil Doepler

Continua il nome germanico Vulferam, formato dalle radici wulf (o wulfa), "lupo", da cui anche Adolfo e Rodolfo e hramn (o hraban), "corvo", da cui anche Rabano, Enguerrand, Beltramo e Gontrano, entrambi animali ricorrenti nella mitologia nordica.
Documentato nelle forme latine medioevali Wolframmus, Wolfrannus e Gulferamus, alla sua diffusione ha contribuito l'opera di Richard Wagner Tannhäuser, che ha tra i suoi personaggi il duecentesco poeta epico tedesco Wolfram di Eschenbach. La forma tedesca Wolfram è diffusa anche in Italia nella provincia autonoma di Bolzano. Nonostante la somiglianza fonetica con "wolframio", altro nome con cui è conosciuto il tungsteno, la loro origine etimologica è probabilmente differente.

## Onomastico
L'onomastico si può festeggiare il 20 marzo in memoria di san Volfranno, arcivescovo di Sens.

## Persone

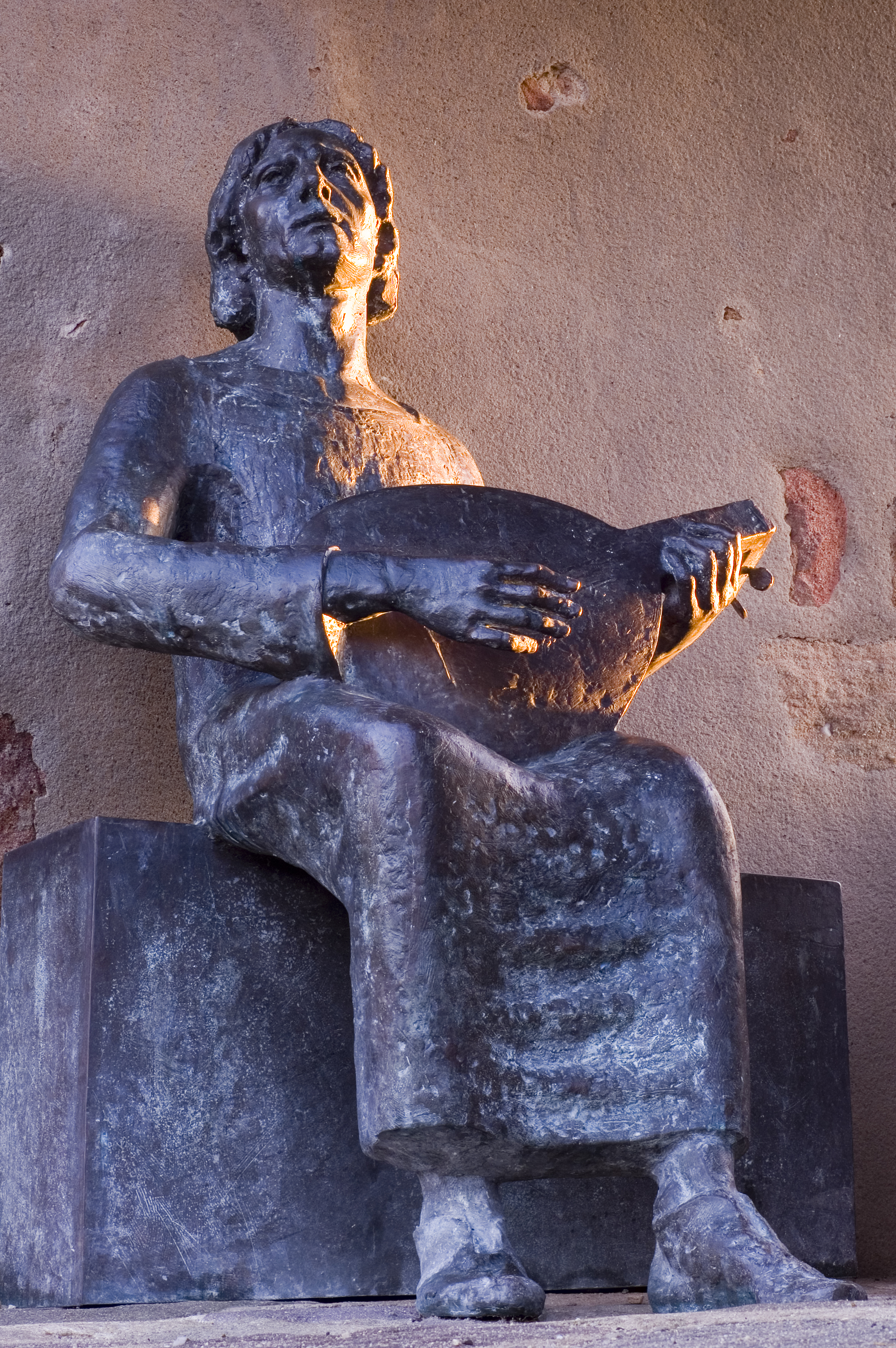
Wolfram von Eschenbach

### Variante Wolfram
- Wolfram Fiedler, slittinista tedesco orientale
- Wolfram Löwe, calciatore tedesco
- Wolfram Sievers, nazista tedesco
- Wolfram von Eschenbach, poeta tedesco
- Wolfram von Richthofen, generale tedesco
- Wolfram Wuttke, calciatore tedesco